# كرزاز قصر
كرزاز قصر وهو قصر قديم ببلدية كرزاز الجزائرية يرجع تاريخ تأسيسه اٍلى نهاية القرن 16 ميلادي. يقع على بعد 3 كم من مقر البلدية و هو مقر زاوية سيدي أحمد بن موسى. يتوزع القصر على أحياء: المطلع، القصر القديم، أصراف.

## أنظر أيضا
- قصر بنت الخص